# Julio César Musso
Julio César Musso (Montevideo, 5 de agosto de 1918 - Ib., 25 de junio de 1984) fue un profesor uruguayo, precursor del interés por el tema de la vinculación del Uruguay a la Antártida. 
En 1961, luego del Año Geofísico Internacional (1957-58), un grupo de personas interesadas en el tema antártico formó la Comisión Uruguaya de Cooperación Antártica. Al frente de ellos se encontraba el profesor Julio César Musso. En 1962 editó el primer número de la Revista Antártica Uruguaya, publicación dirigida a los intelectuales que podrían interesarse por la proyección del Uruguay al continente helado.
El 9 de enero de 1968 el grupo de la Comisión Uruguaya de Cooperación Antártica, compuesto por el Profesor Julio César Musso, que lo presidió, y los señores Mario Musso, Mario Mignot, Ricardo Piaggio y Fernando Souto, fundaron el Instituto Antártico Uruguayo, de carácter privado, en una casa de la calle Ascasubí 4286, en el barrio de La Teja (Montevideo). En ese mismo año, el profesor Musso editó su libro Antártida Uruguaya, que dejó plasmada una concepción estratégica que luego sería recogida por otros, como el diputado Luis Alberto Salgado, que el 14 de septiembre de 1968 presentó un proyecto de ley denominado “Antártica Uruguaya” que finalmente no fue sancionado. Siguiendo con esta iniciativa, en 1970 se formó la Primera Convención Nacional Antártica, que entre el 24 y 27 de abril de 1970 se reunió para estudiar cómo el Uruguay podía ingresar al conocimiento de las actividades antárticas. De allí surgió la Comisión de Estudios Antárticos, la cual, el 14 de marzo de 1970, por Decreto del Poder Ejecutivo, comenzó a funcionar en el ámbito del Ministerio de Relaciones Exteriores.
El 28 de agosto de 1975, por el artículo 103 de la ley 14.416, se creó el Instituto Antártico Uruguayo, bajo la órbita del Ministerio de Defensa Nacional, con mayores recursos de los que podría obtener en el medio privado y con el objetivo de "fomentar, evaluar y efectuar investigaciones y exploraciones científicas, tecnológicas y de Servicios en la Antártida al Sur del Paralelo 60", haciendo realidad el sueño del Profesor Musso. 
El 8 de mayo de 1985, el entonces Senador Luis Alberto Lacalle presentó un nuevo Proyecto de Ley con la finalidad señalar un día en el año como "Día de la Antártida Uruguaya" e impulsar el estudio y la difusión del tema entre las nuevas generaciones. En la exposición de motivos, Lacalle planteaba que: "se ha elegido el día 28 de agosto, por ser el de la fundación del Instituto Antártico Uruguayo que, inspirado en las enseñanzas del profesor Julio C. Musso, ha sido el ámbito en que nació y creció la vocación antártica de nuestra Patria".
En enero de 2000, la Asociación Civil Antarkos colocó una placa de bronce frente a la mencionada casa, recordando los 32 años del hecho en que "esos hombres removieron el sentimiento de las autoridades y del pueblo uruguayo con un pensamiento geopolítico, queriendo mostrar que nuestro país, al igual que quienes ya estaban participando en las campañas antárticas, debía estar presente en ese enorme espacio".